# 橫帶紅點鮭
橫帶紅點鮭，為輻鰭魚綱鮭形目鮭科的其中一種，為溫帶淡水魚，分布於俄羅斯Cove of Neelov的Lena三角洲附近的高山湖泊，棲息在底中層水域，生活習性不明。